# Lamenia sannatrix
Lamenia sannatrix är en insektsart som beskrevs av Ronald Gordon Fennah 1978. Lamenia sannatrix ingår i släktet Lamenia och familjen Derbidae. Inga underarter finns listade i Catalogue of Life.